# رمز إنسي
رمز إنسي (بالفرنسية: Code Insee)‏ هو رمز عددي أو أبجدي/عددي سنه المعهد الوطني للإحصاء والدراسات الاقتصادية في فرنسا وهي مؤسسة مسؤولة عن جمع المعلومات الإحصائية عن سكان فرنسا وأنشطتهم الاقتصادية وبلديات فرنسا.ورمز انسي للبلدية الفرنسية هو ذاته مسماها لدى المعهد الوطني للإحصاء ويعادل في ألمانيا رقم الهوية البلدية.ورمز غنسي عبارة عن خمس خانات.الإثنتان الأولتان ترمز للإقليم الفرنسي والثلاثة الباقية ترمز لموقع المدينة ضمن الإقليم.

## مثال
متز لديها رمز انسي 57463.
57 ترمز إلى اقليم موزيل و463 ترمز إلى موقع متز ضمن الإقليم.حتى المقاطعات و الأقاليم ما وراء البحار الفرنسية مشمولة برمز انسي حتى لو لم تقسم إلى بلديات.
في فرنسا، يمنح كل مواطن عند ولادته رقم ضمان اجتماعي يتكون من 15 خانة.

## وصلات
- موقع انسي الرسمي بالفرنسية
- موقع انسي الرسمي بالإنكليزية
- اتجاه والتنسيق الإحصائي في العلاقات الدولية